# شخصية قابلة للعب

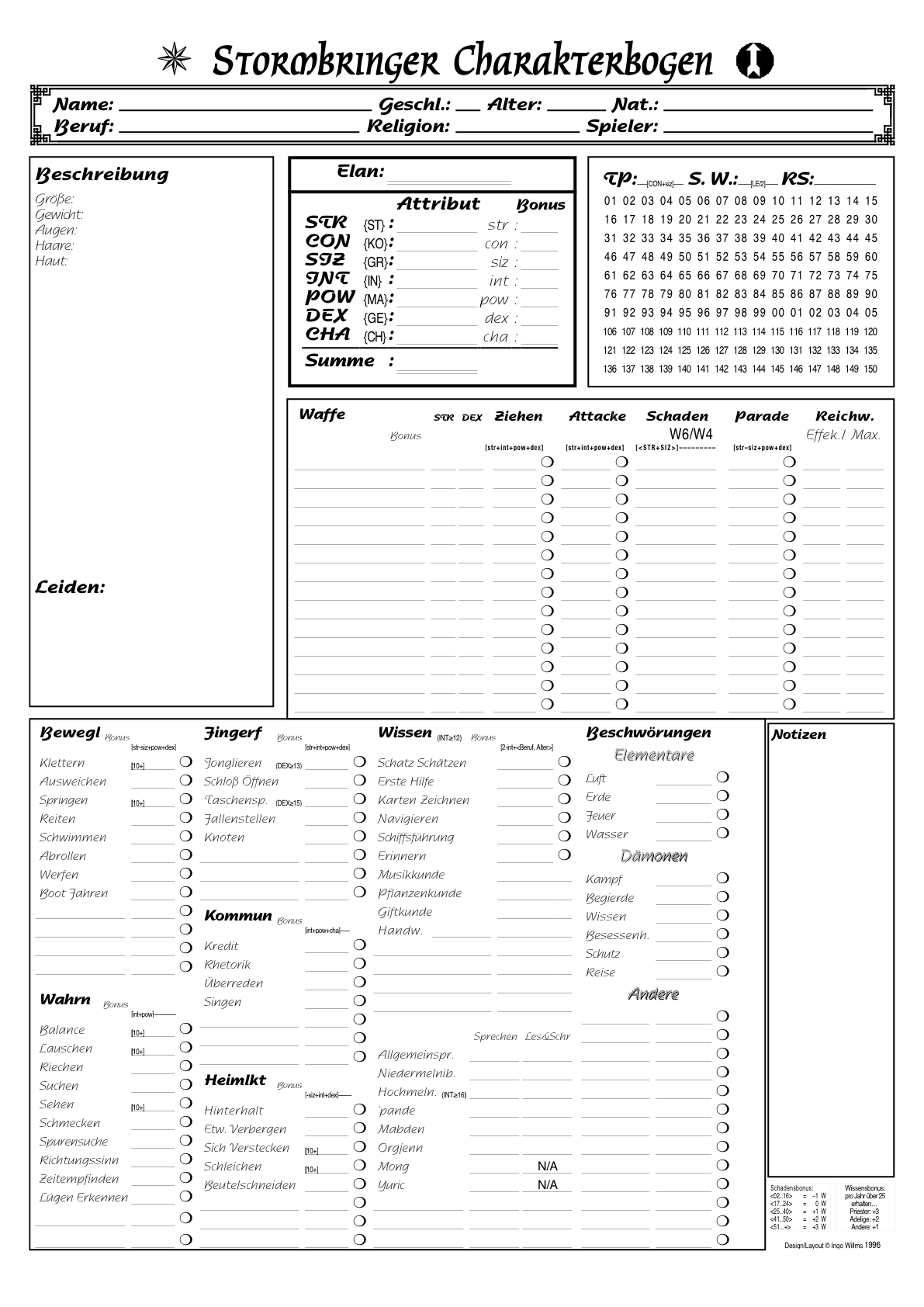
استمارة لتحديد شخصية اللاعب

شخصية اللاعب (بالإنجليزية: Player character) هي شخصية خيالية في لعبة فيديو أو لعبة الأدوار التي يسيطر عليها اللاعب بدلا من اللعبة. تسمى الشخصيات التي لا يتحكم فيها شخصية غير قابلة للعب. عادةً ما يتم التعامل مع تصرفات الشخصيات الغير قابلة للعب بواسطة اللعبة نفسها في ألعاب الفيديو. تعمل شخصية اللاعب كجسم خيالي بديل للاعب الذي يتحكم في الشخصية.